# نوربرت هولم
نوربرت هولم (بالألمانية: Norbert Holm)‏ هو عسكري ألماني، ولد في 16 ديسمبر 1895 في هامبورغ في ألمانيا، وتوفي بنفس المكان في 3 يونيو 1962.